# Вавилон (сериал)
Вижте пояснителната страница за други значения на Вавилон.
Вавилон (на турски: Babil) е турски сериал, излъчен през 2020 г.

## Сюжет
Ирфан е професор по икономика в университета, който е уволнен от работа заради клевета от своя завистлив колега Бурак. Няколко дни по-късно синът му Денис претърпява инцидент и е откаран в болница. Лекарите правят скенер на главата му и установяват, че детето има тумор в мозъка. Единственият начин да се отстрани тумора е операция в чужбина.
Ужасната новина съсипва живота на Ирфан и жена му Еда. Операцията струва 1 млн. лири, но те нямат толкова пари. Всичките им приятели им отказват помощ, а Ирфан не може да си намери работа заради клеветата по негов адрес. 
Ирфан среща свой приятел Егемен, който му предлага да измамят мафиота Сюлейман. Сюлейман разбира за измамата и заплашва двамата приятели, че ще ги убие ако не му върнат парите. За да спаси живота си, Ирфан създава финансовата пирамида Вавилон.

## Излъчване
Сериалът е продуциран от компания „Ай Япъм“. Режисьор на сериала е Улуч Байрактар, сценаристи са Нюкхет Бачъкчъ и Йозлем Юджел. Премиерата на сериала се състои на 17 януари 2020 г., а финалният епизод е излъчен на 20 ноември 2020 г.
| Сезон | Епизоди | Начало на сезона  | Край на сезона  | Всички епизоди | ТВ сезон | ТВ канал | Дата и час    |
| ----- | ------- | ----------------- | --------------- | -------------- | -------- | -------- | ------------- |
| 1     | 10      | 17 януари 2020    | 27 март 2020    | 1 – 10         | 2020     | Star TV  | петък (20:00) |
| 2     | 10      | 11 септември 2020 | 20 ноември 2020 | 11 – 20        | 2020     | Star TV  | петък (20:00) |

## В България
| Сезон | Епизоди | Начало на сезона  | Край на сезона       | Всички епизоди | Година  | ТВ канал | Ден и час на излъчване     |
| ----- | ------- | ----------------- | -------------------- | -------------- | ------- | -------- | -------------------------- |
| 1     | 32      | 7 юли 2022 г.     | 19 август 2022 г.    | 1 – 32         | 2022 г. | bTV Lady | всеки делничен ден (21:00) |
| 2     | 29      | 22 август 2022 г. | 30 септември 2022 г. | 33 – 62        | 2022 г. | bTV Lady | всеки делничен ден (21:00) |

## Актьорски състав
- Халит Ергенч – Ирфан Туна Сайгън
- Аслъ Енвер – Айше Караалъ/Нихал
- Озан Гювен – Егемен Къвълджъм (сезон 1)
- Онур Сайлак – Егемен Къвълджъм (сезон 2)
- Бирдже Акалай – Илай Юджедаа
- Нур Фетахолу – Еда Сайгън
- Месут Акуста – Сюлейман Явунджу
- Берен Касъмоуларъ – Дениз Сайгън
- Селяхатин Пашалъ – Хакан Явунджу
- Веда Юртсевер – Кудрет Явунджу
- Лесли Каравил – Фунда
- Баръш Аксаваш – Седат
- Мерт Доган – Ялчън
- Гъокберк Полат – Мерт
- Гизем Кала – Нехир Юджедааг
- Шениз Четин – Бюшра
- Гьозде Коджаоглу – Демет
- Абдуррахман Юнусоглу – Сафет

## В България
В България сериалът започва на 7 февруари 2022 г. по интернет платформата на bTV Voyo.bg и завършва на 3 май. На 7 юли започва по bTV Lady и завършва на 30 септември. На 19 август 2023 г. започва повторно излъчване по bTV Lady и завършва на 28 октомври. На 8 октомври 2024 г. започва ново повторение по bTV Story и завършва на 19 ноември. Дублажът е на студио Медиа Линк. Ролите се озвучават от Елена Русалиева, Татяна Захова, Симеон Владов, Петър Бонев и Димитър Иванчев.